# Georgi Dschagarow

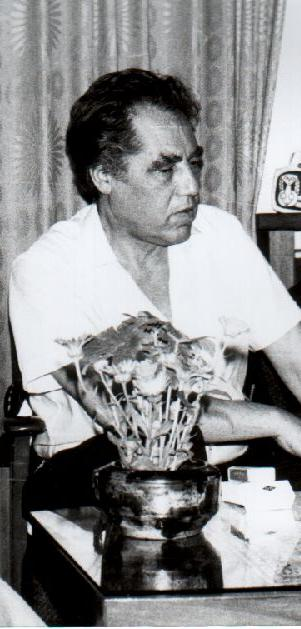
Georgi Dshagarow

Georgi Georgiew Dshagarow (bulgarisch Георги Георгиев Джагаров; * 14. Juli 1925 in Bjala; † 30. November 1995 in Sofia) war ein bulgarischer Politiker, Lyriker und Dramatiker.

## Leben
Von 1966 bis 1972 war er Vorsitzender des Verbandes Bulgarischer Schriftsteller. Er gehörte auch der Bulgarischen Kommunistischen Partei an. Ab 1966 war er Mitglied im Zentralkomitee der Partei. 1971 wurde er stellvertretender Vorsitzender des bulgarischen Staatsrates.
Er schrieb und veröffentlichte Gedichte, in die er auch seine politische Einstellung einfließen ließ. Außerdem verfasste er Schauspiele. Dshagarow wurde 1966 mit dem Dimitroffpreis ausgezeichnet.

## Werke
- Моите песни (bulgarisch für Meine Lieder), Gedichtsammlung, 1954
- Лирика (bulgarisch für Lyrik), Gedichtsammlung, 1956
- В минути на мълчание (bulgarisch für In Minuten des Schweigens), Gedichtsammlung, 1959
- Стихотворения (bulgarisch für Gedichte), Gedichtsammlung, 1969
- Понякога, Gedichtsammlung, 1975
- Slantschew udar (deutsch Es gibt nur eine Erde), Drehbuch, 1977
- Сезони, (bulgarisch für Jahreszeiten), Gedichtsammlung, 1981